# Parroquia Capital Sucre (Táchira)
Como su nombre lo indica es donde se refleja la identidad del Municipio y se encuentra la Capital de este, que es la localidad de Queniquea en la cual radican todas las sedes e instituciones políticas, gubernamentales y sociales del Municipio. Limita al Norte con el Municipio Jáuregui, al Este con el Municipio Francisco de Miranda y la Parroquia San Pablo, al Sur con la Parroquia San Pablo y el Municipio Cárdenas, y al Oeste con la Parroquia Eleazar López Contreras y los Municipios Andrés Bello y José María Vargas. 
Es la división administrativa más antigua, ya que es la misma que regía la antigua Parroquia Sucre del Distrito Cárdenas, y que en 1972 alcanzó la categoría de Distrito y se fragmentó en dos Municipios (Sucre y San Pablo); a partir de 1990 adoptó su territorio actual y es la segunda en extensión del Municipio (146 km²).
La Parroquia Capital se divide en el área urbana de Queniquea, y en ocho (8) aldeas con sus respectivos caseríos que son representadas por sus Asociaciones Vecinales. Las Aldeas integrantes son:
1. Colinas De Queniquea.
2. La Blanca.
3. La Colorada.
4. La Pérez.
5. Machado.
6. Monseñor José León Rojas Chaparro
7. San Isidro.
8. Santa Filomena.